# Chris Bluemoon

Christian Imhof (2022)

Christian Imhof, Pseudonym Chris Bluemoon (* 11. März 1988 in Jenaz), ist ein Schweizer Musiker, Autor und Journalist.

## Leben
Christian Imhof wuchs im Prättigau auf. Nach der obligatorischen Schulzeit in Jenaz, absolvierte Imhof die Fachmittelschule an der Evangelische Mittelschule Schiers. Anschliessend erlernte er den Beruf des Detailhandelsfachmanns beim Media Markt in Chur. 2015/2016 bildete er sich zum Radioredaktor an der RSS Medienschule weiter und arbeitete anschliessend für zweieinhalb Jahre bei Radio Liechtenstein. Seit Juni 2019 ist er ebenfalls als Chefredaktor, Gründer und Verleger beim Online-Magazin «Qultur» tätig. Neben diesem hat er mehrere Jahre als freischaffender Journalist bei den Zeitungen «Liechtensteiner Vaterland», «Werdenberger & Obertoggenburger», «Lie:Zeit», «DieOstschweiz», sowie dem «Sarganserländer» gearbeitet.
Seit April 2021 ist Imhof Redaktionsleiter des Prättigauer und Herrschäftlers und Vilan24.
Für seine Arbeit als Journalist, Verleger und Musiker wurde Christian Imhof im März 2023 mit dem mit 20'000 Franken dotierten Förderpreis des Kantons Graubünden ausgezeichnet.
Der Journalist ist verheiratet, Vater von einem Sohn (* 2021) sowie einer Tochter (* 2024) und lebt in Schiers.

## Musik
Imhof war Mitglied der mittlerweile aufgelösten Bands Virus of the Cactus, Godless Creation, Insomnia Rain, sowie Produzent der Bock uf Rock-, Bock uf Rap- und Bock uf Metal-Kompilations, die auf seinem Label Bluemoon Musix Productions erschienen. Seit 2011 tritt er als Solokünstler unter dem Pseudonym Chris Bluemoon auf, das sich von der Redewendung «Once in a bluemoon» ableitet.
Grössere mediale Aufmerksamkeit erregten seine musikalischen Aktivitäten durch die Veröffentlichung von diversen Kompilations ab 2008. Den Sprung in die Schweizer Hitparade schaffte Bluemoon erstmals im November 2018 mit seinem dritten Soloalbum ZooM, das in der offiziellen Albumhitparade auf Platz 24 einstieg.
2019 gewann Imhof den Wettbewerb für professionelles Kulturschaffen des Kantons Graubündens. Mit dem Album Buuchgfühl, welches Bluemoon im Februar 2021 auf dem neuen Label Qultur Records veröffentlichte, gelang ihm dann sogar der Sprung in die Top 10 der Charts. Das Werk stieg direkt auf Platz 6 der Schweizer Albumcharts ein. Dies gelang ihm im darauf folgenden Jahr erneut mit dem Album Ziitlos. Auch dieses schaffte es sich im Frühjahr 2022 auf Platz 6 der Charts einzusteigen. Im Jahr 2023 entschied sich Imhof nicht nur seinen Künstlernamen abzulegen, sondern auch zukünftig musikalisch im Hintergrund tätig zu werden. Aus diesem Grund produzierte und finanzierte er das Debütalbum Hengert der Jungkapelle Prättigauer Power. Dieses entwickelte sich zum Überraschungserfolg und schoss von Null auf Platz 11 der Schweizer Album Hitparade. Ebenfalls auf Platz 11 der Charts sprang 2024 das Album Läderjaggä von Vanessa T., bei welchem Imhof ebenfalls als Texter und Organisator tätig war.

## Diskografie als Produzent
- 6 Kompilations Bock uf Rock, 2008–2013;
- 2 Kompilations Bock uf Rap, 2011, 2012;
- 1 Kompilation Bock uf Metal, 2012
- Prättigauer Power – Hengert, 2023 (#11 in der offiziellen Schweizer Hitparade)[12]
- Vanessa T. - Läderjaggä, 2024  (#11 in der offiziellen Schweizer Hitparade)[13]

## Diskografie als Musiker

### Alben von Bands
- Crossbones – Where do you go? (2005)
- Godless Creation – Something new (2007)
- Virus of the Cactus – Sorry for that (2010)
- Insomnia Rain – Black Dog (2012)
- Insomnia Rain – Drowning (2015)

### Alben als Solokünstler
- Mondladig (2013)
- Dunkelblau (2015)
- ZooM (2018) (#24 in der offiziellen Schweizer Hitparade)[14]
- Buuchgfühl (2021) (#6 in der offiziellen Schweizer Hitparade, erschienen bei Qultur Records)[15]
- Ziitlos (2022) (#6 in der offiziellen Schweizer Hitparade, erschienen bei Qultur Records)[16]

## Bücher
- Das Ende der Sehnsucht (2011)
- 20 Träume bis 30 (2019)
- Der Mann mit den Adleraugen in Zusammenarbeit mit Alessandro Pippia[17] (2022)
- Schwellenmomente (2023)
- Vom Geisshirt zum Wirtschaftsmann in Zusammenarbeit mit Viktor Nell (2023)
- Laut gedacht – Ein Medienbegeisterungsbuch (2025)
- Graubünden schreibt (2025)[18]

### Sammlungen
- Gsammleti Gedicht in minera Sproch (2023)[19]
- Chrüsimüsi im Kopf – Das Kolumnenbuch (2023)[20] Weitere Veröffentlichungen
- «Herz über Kommerz» - Textbeitrag im Buch «Eins, zwei, drei – Erziehung ist doch (keine) Hexerei» (2023)[21]
- «Auf dem absterbenden Ast» - Textbeitrag im Buch «Lasst Blumen sprechen!» (2025)[22]
- «Blut ist dicker als Wasser» Gedicht im Buch «Meine Geschwister... und ich» (2025)[23]

## Filme
- Ein Monument im Wandel (2021)[24]
- Ziitzüüga Staffel 1 (2023/24) 12 biografische Dokumentationen über die Leben von Erich Lüscher, Hitsch Brosi, Viktor Nell, Rolf Rauber, Margrith Ladner, Dieter Walser, Lisali Frey, Heinz Brand, Köbi Gantenbein, Ernst Eggenberger, Leo Jeker und Jonny Gauer.[25]

## Preise
- 2019: Werkbeitrag des Kantons Graubünden.[26]
- 2023: Förderpreis des Kantons Graubünden[27]